# Dichotomius nitidissimus
Dichotomius nitidissimus är en skalbaggsart som beskrevs av Waterhouse 1891. Dichotomius nitidissimus ingår i släktet Dichotomius och familjen bladhorningar. Inga underarter finns listade i Catalogue of Life.